# Luise Schorn-Schütte
Luise Schorn-Schütte (* 19. Februar 1949 in Osnabrück) ist eine deutsche Historikerin und Hochschullehrerin. Sie lehrte als Professorin für Neuere Allgemeine Geschichte an der Johann Wolfgang Goethe-Universität Frankfurt am Main.

## Ausbildung und beruflicher Werdegang
Ab 1969 studierte sie Rechts-, Geschichts- und Politikwissenschaft an den Universitäten Göttingen, Marburg an der Lahn und Münster. Seit 1974 war sie Stipendiatin der Studienstiftung des deutschen Volkes. 1975 legte sie in Marburg ihr erstes Staatsexamen für das Lehramt an Gymnasien ab. Es folgten vom Deutschen Akademischen Austauschdienst stipendierte Forschungsaufenthalte in Washington, New York und Ithaka/NY. Schorn-Schütte wurde 1981 mit der Dissertation Karl Lamprecht – Kulturgeschichtsschreibung zwischen Wissenschaft und Politik an der Universität Münster summa cum laude promoviert. Von 1981 bis 1988 war Schorn-Schütte Hochschulassistentin an der Universität Osnabrück und der Universität Gießen.
1992 habilitierte sich Schorn-Schütte an der Universität Gießen mit der Schrift Evangelische Geistlichkeit der Frühneuzeit – deren Anteil an der Entfaltung frühmoderner Staatlichkeit und Gesellschaft, dargestellt am Beispiel des Fürstentums Braunschweig-Wolfenbüttel, der Landgrafschaft Hessen-Kassel und der Stadt Braunschweig. Zugleich mit der Verleihung der Venia legendi für Mittlere und Neuere Geschichte erfolgte ihre Ernennung zur Privatdozentin an der Universität Gießen. Von 1991 bis 1992 hatte sie einen Lehrauftrag an der Universität Basel; 1992 übernahm sie dort auch eine Lehrstuhl-Vertretung. Im selben Jahr wurde ihr zudem die Vertretung einer C3-Professur an der Freien Universität Berlin übertragen. 1992 folgten Rufe auf Lehrstühle in Basel, Oldenburg und Potsdam, wo sie von 1993 bis 1998 lehrte. 1998 übernahm sie den Lehrstuhl für Neuere allgemeine Geschichte unter besonderer Berücksichtigung der Frühen Neuzeit an der Universität Frankfurt am Main. Von 2004 bis 2010 war sie Vizepräsidentin der Deutschen Forschungsgemeinschaft (DFG). Seit 2012 ist sie Teilprojektleiterin im Frankfurter LOEWE-Schwerpunkt „Außergerichtliche und gerichtliche Konfliktlösung“. Am 1. Oktober 2015 wurde Schorn-Schütte emeritiert.

## Arbeitsschwerpunkte
Fünf Schwerpunkte prägen die historiographische Arbeit von Schorn-Schütte:
- Geschichte der politischen Ideen und Theorien (politische Kommunikation) im Europa der Frühen Neuzeit (16.–18. Jh.)
- Europäische Reformationsgeschichte 16./17. Jahrhundert
- Sozial- und Konfessionsgeschichte des europäischen Bürgertums (16.–18. Jh.)
- Theorie der Geschichtswissenschaft
- Wissenschaftsgeschichte des 19. und 20. Jahrhunderts

Die Publikationen von Schorn-Schütte verteilen sich gleichmäßig auf diese Themengebiete. Im Vordergrund steht dabei zum einen die Konstitution der protestantischen Geistlichkeit in der Frühen Neuzeit als distinkte gesellschaftliche Gruppe mit eigenem sozialem, ökonomischem und intellektuellem Profil. Insbesondere trug Schorn-Schütte wesentlich dazu bei, den Beitrag lutherischer Pfarrer und Theologen zur politischen Ideengeschichte Europas (politica christiana) genauer zu klären. Die Prediger, so zeigt sich, entwickelten eine eigenständige Auffassung vom Funktionieren des Gemeinwesens und waren durchaus willens und in der Lage, ihre Positionen kritisch und konfrontativ gegenüber den Obrigkeiten zu behaupten.
Zum anderen widmet sich Schorn-Schütte regelmäßig Fragen nach der historischen Entwicklung und dem gegenwärtigen Stand der Geschichtswissenschaften. In historiographiegeschichtlichem Zugriff leistete sie wesentliche Beiträge zur Erhellung der Vorgeschichte aktueller kulturhistorischer Forschungsparadigmen, insbesondere durch zahlreiche Arbeiten über die Geschichtswissenschaft am Ende des 19. Jahrhunderts. Daraus ergaben sich außerdem zahlreiche kritische und weiterführende Überlegungen dazu, wie von der Warte kulturgeschichtlicher Forschung aus die klassische Ideen- sowie Politikgeschichte weitergeführt und erneuert werden könnte. Das Internationale Graduiertenkolleg „Politische Kommunikation von der Antike bis ins 20. Jahrhundert“, das unter ihrer Leitung in Frankfurt am Main angesiedelt ist, ist – in methodischer Hinsicht – das Ergebnis dieser international ausgerichteten Bemühungen zur Neupositionierung einer ideen- und kulturhistorisch abgesicherten Politikforschung. Entsprechendes gilt für die Positionierung des Exzellenzclusters „Normative Ordnungen“, dessen Hauptforscherin Schorn-Schütte seit dessen Einrichtung 2007 ist.

## Mitgliedschaften (Auswahl)
- Wissenschaftliche Gesellschaft der Johann Wolfgang Goethe-Universität Frankfurt/Main
- Mitglied des Kuratoriums der VW-Stiftung (1999–2009), von 2007 bis 2009 stellvertretende Vorsitzende
- Mitglied der Kommission „Evangelische Kirchenordnungen des 16. Jahrhunderts“ an der Heidelberger Akademie der Wissenschaften (seit 2000)
- Sprecherin des Internationalen Graduiertenkollegs[3] „Politische Kommunikation von der Antike bis in das 20. Jahrhundert“ (2004–2016)
- Vizepräsidentin der DFG (2004–2010)
- Fachbeirat des Instituts für Europäische Geschichte in Mainz (2006–2010)
- Beirat der Deutsch-Polnische Wissenschaftsstiftung des Bundes und des Landes Brandenburg (2007–2023)
- Mitglied des Hochschulrates der Universität Osnabrück (seit 2007)
- Mitglied im wissenschaftlichen Beirat des Gutenberg Forschungskollegs[4] der Johannes Gutenberg-Universität Mainz (seit 2008)
- Mitglied des Senatsausschusses Evaluierung der Leibniz-Gemeinschaft (2013–2019)
- Mitglied des Senatsausschusses Strategische Vorhaben der Leibniz-Gemeinschaft (2014–2020)
- Vorsitz des wissenschaftlichen Beirats des Krupp-Kollegs, Greifswald (2021–2025)

## Stipendien und Ehrungen
- Stipendiatin der Studienstiftung des deutschen Volkes 1974–1976
- Heisenberstipendium der DFG 1992/93
- Forschungssemester finanziert durch die Gerda-Henkel-Stiftung WS 1997/98
- Forschungsfreijahr finanziert durch die DFG WS 2007/08 und SS 2008
- Seniorfellow des Wissenschaftskollegs der Alfried-Krupp-Stiftung Greifswald WS 2008/09
- Senior Fellowship am Humanwissenschaftlichen Kolleg der Goethe-Universität in Bad Homburg WS 2010/11
- Gastprofessur an der Universität Padua WS 2011/12
- Senior Fellowship der Herzog August Bibliothek Wolfenbüttel, Februar und März 2012
- Opus-Magnum-Förderung durch die VW-Stiftung (Forschungsfreijahr Oktober 2013 bis September 2014)
- Ehrung beim Neujahrsempfang des Bundespräsidenten im Schloss Bellevue im Januar 2016
- Akademierat der Österreichischen Akademie der Wissenschaften (2017–2024)
- Seniorfellowship des Polish Institute of Excellenz (PIASt), Warschau (coronabedingt 2021 nicht angetreten)

Zum 60. Geburtstag von Schorn-Schütte veranstalteten Renate Dürr (Universität Kassel), Gisela Engel (Universität Frankfurt) und Johannes Süßmann (ebenfalls Universität Frankfurt) am 27. Februar 2009 in Frankfurt am Main ein Ehrenkolloquium.

## Schriften (Auswahl)
als Autorin:
- Karl Lamprecht. Kulturgeschichtsschreibung zwischen Wissenschaft und Politik. Göttingen 1984, ISBN 3-525-35919-5 (= Schriftenreihe der Historischen Kommission bei der Bayerischen Akademie der Wissenschaften. Band 22).
- Evangelische Geistlichkeit der Frühneuzeit: deren Anteil an der Entfaltung frühmoderner Staatlichkeit und Gesellschaft, dargestellt am Beispiel des Fürstentums Braunschweig-Wolfenbüttel, der Landgrafschaft Hessen-Kassel und der Stadt Braunschweig. Gütersloh 1996, ISBN 3-579-01730-6 (= Quellen und Forschungen zur Reformationsgeschichte. Band 62).
- Karl V. Kaiser zwischen Mittelalter und Neuzeit. München 2000, 3. Auflage 2006, ISBN 3-406-44730-9 (= C. H. Beck Wissen, Band 2130) (übersetzt als Carlo V., Rom 2002).
- Königin Luise. Leben und Legende. München 2003, ISBN 3-406-48023-3 (= C. H. Beck Wissen, Band 2323).
  - mit Jürgen Luh: Dokumentation Luise – Königin der Herzen (NDR/ARTE 2009[5]; Erstausstrahlung am Samstag, 9. Januar 2010, bei ARTE).
- Historische Politikforschung. Eine Einführung. Verlag C. H. Beck, München 2006, ISBN 978-3-406-55061-4.
- Die Reformation. Vorgeschichte, Verlauf, Wirkung. München 1996, 7. überarbeitete Auflage 2017, ISBN 3-406-41054-5 (= C. H. Beck Wissen, Band 2054) (übers. ins Italienische: La riforma protestante, Bologna 1998, übers. ins Türkische: Reformasyon. Temelleri, Seyri ve Etkileri, Istanbul 2024).
- Geschichte Europas in der Frühen Neuzeit. Grundzüge einer Epoche 1500–1789. Paderborn 2009, 4. durchgesehene Auflage 2024, ISBN 978-3-8252-8414-5 (UTB, Band 8414).
- Konfessionskriege und Europäische Expansion. Europa 1500–1648, C. H. Beck, München 2010, ISBN 978-3-406-60637-3., übers. ins Chinesische 2025.
- Gottes Wort und Menschenherrschaft. Politisch-Theologische Sprachen im Europa der Frühen Neuzeit, C. H. Beck, München 2015, ISBN 978-3-406-68235-3.
  - mit Mircea Ogrin (Hrsg.): „Über das eigentliche Arbeitsgebiet der Geschichte“. Edition des Briefwechsels zwischen Karl Lamprecht und Ernst Bernheim und Karl Lamprecht und Henri Pirenne (1878–1915), Böhlau, Köln/Weimar/Wien 2016, ISBN 978-3-412-02198-6.
- Predigen über Herrschaft. Ordnungsmuster des Politischen in lutherischen Predigten Thüringens/Sachsens im 16. und 17. Jahrhundert, Steiner, Stuttgart 2021, ISBN 978-3-515-12942-8 (= Gothaer Forschungen zur Frühen Neuzeit, Band 17).

als Herausgeberin:
- Alteuropa oder Frühe Moderne. Deutungsmuster für das 16. bis 18. Jahrhundert aus dem Krisenbewußtsein der Weimarer Republik in Theologie, Rechts- und Geschichtswissenschaft. Duncker & Humblot, Berlin 1999, ISBN 3-428-09961-3 (= Zeitschrift für historische Forschung. Beiheft 23).
- Aspekte der politischen Kommunikation im Europa des 16./17. Jahrhunderts (= Beihefte zur HZ, Band 38), Oldenbourg, München 2004.
- Das Interim 1548/50. Herrschaftskrise und Glaubenskonflikt. Gütersloh 2005, ISBN 978-3-579-01762-4 (= Schriften des Vereins für Reformationsgeschichte. Band 203).
- mit Sven Tode: Debatten über die Legitimation von Herrschaft. Berlin 2006, ISBN 3-05-004207-9.
- 125 Jahre Verein für Reformationsgeschichte. Gütersloher Verlagshaus, Gütersloh 2008, ISBN 978-3-579-05764-4 (= Schriften des Vereins für Reformationsgeschichte. Band 200).
- Die Sprache des Politischen in actu. Zum Verhältnis von politischem Handeln und politischer Sprache von der Antike bis ins 20. Jahrhundert (= Schriften zur politischen Kommunikation, Band 1), Göttingen 2009.
- Intellektuelle in der Frühen Neuzeit (= Wissenskultur und gesellschaftlicher Wandel, Band 38). Akademie-Verlag, Berlin 2010, ISBN 978-3-05-004924-3.
- Gelehrte Geistlichkeit – geistliche Gelehrte. Beiträge zur Geschichte des Bürgertums in der Frühneuzeit (= Historische Forschungen, Band 97). Duncker & Humblot, Berlin 2012, ISBN 978-3-428-13290-4.
- mit Angela De Benedictis u. a.: Das Politische als Argument. Beiträge zur Forschungsdebatte aus dem Internationalen Graduiertenkolleg »Politische Kommunikation von der Antike bis in das 20. Jahrhundert« (= Schriften zur politischen Kommunikation, Band 10). V&R unipress, Göttingen 2013, ISBN 978-3-8471-0044-7.

Rezensionen ihrer Werke
- Kurzbiografie und Rezensionen zu Werken von Luise Schorn-Schütte bei Perlentaucher
- Rezensionen zu Werken von Luise Schorn-Schütte im Online-Rezensionsjournal Sehepunkte:
  - Axel Gotthard: Luise Schorn-Schütte (Hrsg.): Das Interim 1548/50, in: Sehepunkte 7 (2007), Nr. 10.
  - Georg Schmidt: Robert von Friedeburg, Luise Schorn-Schütte (Hrsg.): Politik und Religion. Eigenlogik oder Verzahnung?, in: Sehepunkte 8 (2008), Nr. 4.
- Gabriele Haug-Moritz: Rezension zu Karl V. Kaiser zwischen Mittelalter und Neuzeit (München 2000), in: PERFORM 2 (2001), Nr. 3.
- Andreas Pečar: Rezension zu Alteuropa oder Frühe Moderne. Deutungsmuster für das 16. bis 18. Jahrhundert aus dem Krisenbewußtsein der Weimarer Republik in Theologie, Rechts- und Geschichtswissenschaft (Berlin 1999), in: PERFORM 2 (2001), Nr. 3.
- Werner Augustinovic: Rezension zu Schorn-Schütte, Luise, Geschichte Europas in der Frühen Neuzeit. Studienhandbuch 1500–1789. Schöningh, Paderborn 2009, in: ZRG GA 127.